# Fürtös kőtörőfű
A fürtös kőtörőfű vagy buglyos kőtörőfű (Saxifraga paniculata) a kőtörőfű-virágúak (Saxifragales) rendjébe, ezen belül a kőtörőfűfélék (Saxifragaceae) családjába tartozó, sziklarepedésekben élő virágos növényfaj.

## Elterjedése és termőhelye
Közép-Európában, Skandináviában, a Kaukázusban, Anatólián, Iránban, Izlandon, Grönlandon, Kanadában és az Egyesült Államok északkeleti részén (Új-Anglia és Nagy-tavak vidéke) honos. Magyarországon a hegységekben: (Bükk, Mátra, Budai-hegység) fordul elő.
Pionír növény, a napsütötte sziklafalakon repedésekben, mélyedésekben él. Mészkedvelő. Alpesi környezetben gyakran előfordul, hogy földje kiszárad, amit a leveleiben tárolt nedvességnek köszönhetően jól visel.

## Alfajai
Három alfaja ismert:
- Saxifraga paniculata paniculata (Közép-Európa)
- Saxifraga paniculata cartilaginea (Kaukázus)
- Saxifraga paniculata laestadii (Norvégia, Izland, Észak-Amerika).

## Megjelenése

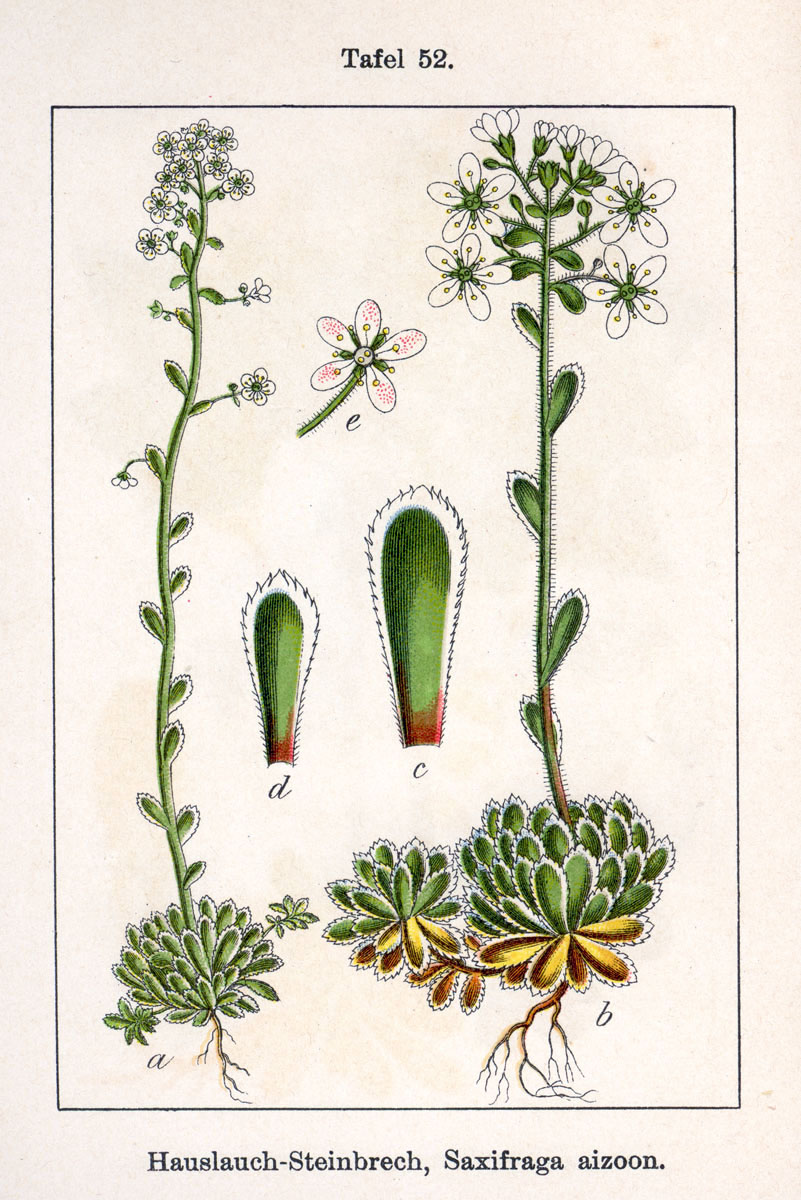
Fürtös kőtörőfű az 1796-os Deutschlands Flora in Abbildungen-ben

A fürtös kőtörőfű 15–30 cm magas, lágyszárú évelő növény. Levelei lapos vagy félgömb alakú tőlevélrózsákat képeznek (amiatt a kövirózsákra is hasonlít). A levelek kékeszöldek, 1–6 cm hosszúak, 4–6 mm szélesek, vastagok, bőrszerűek. Alakjuk nyújtott, fordított tojásforma, szélük fűrészfogas. Érdekességük, hogy a levélszéleken lévő mirigyek meszet választanak ki, amelyek a fogakon fehér pikkelyekké száradnak. A tőlevélrózsák több évig is növekedhetnek, míg virágozni kezd. Vegetatívan is szaporodik, rövid indákat növeszt, amelyek végén kis levélrozetták fejlődnek.
Május-júniusban virágzik. A virágzat mirigyszőrös szára a levélrozettából nyúlik ki 15–30 cm magasra. Virágzata bugás-fürtös, a főszárról elágazó kisebb oldalágakon 1–3 virág található. A virágok öt sziromból állnak. A szirmok fehérek (esetleg apró piros pontok láthatók rajtuk), 4–9 mm hosszúak, végük lekerekített. 10 porzója van, amelyek a bibék előtt érnek be. Öt csészelevele szőrtelen, 2–4 mm-es. Főleg legyek porozzák be, de előfordul önbeporzás is.
Termése apró toktermés.

## Jelentősége
Kerti dísznövényként sziklakertekbe ültetik.
Magyarországon a vadon élő példányai védettek, természetvédelmi értékük 10 000 Ft.

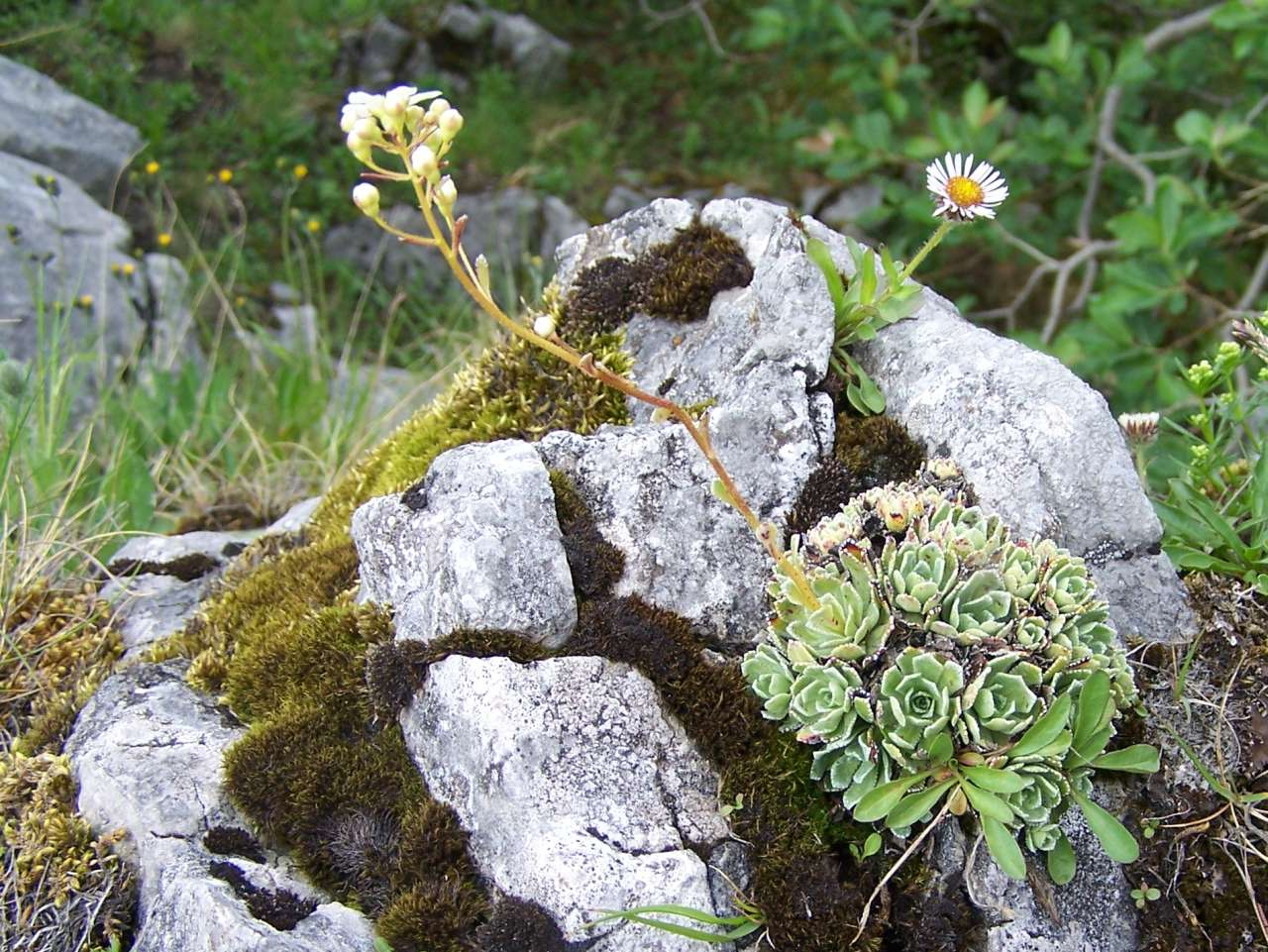
Virágzó növény
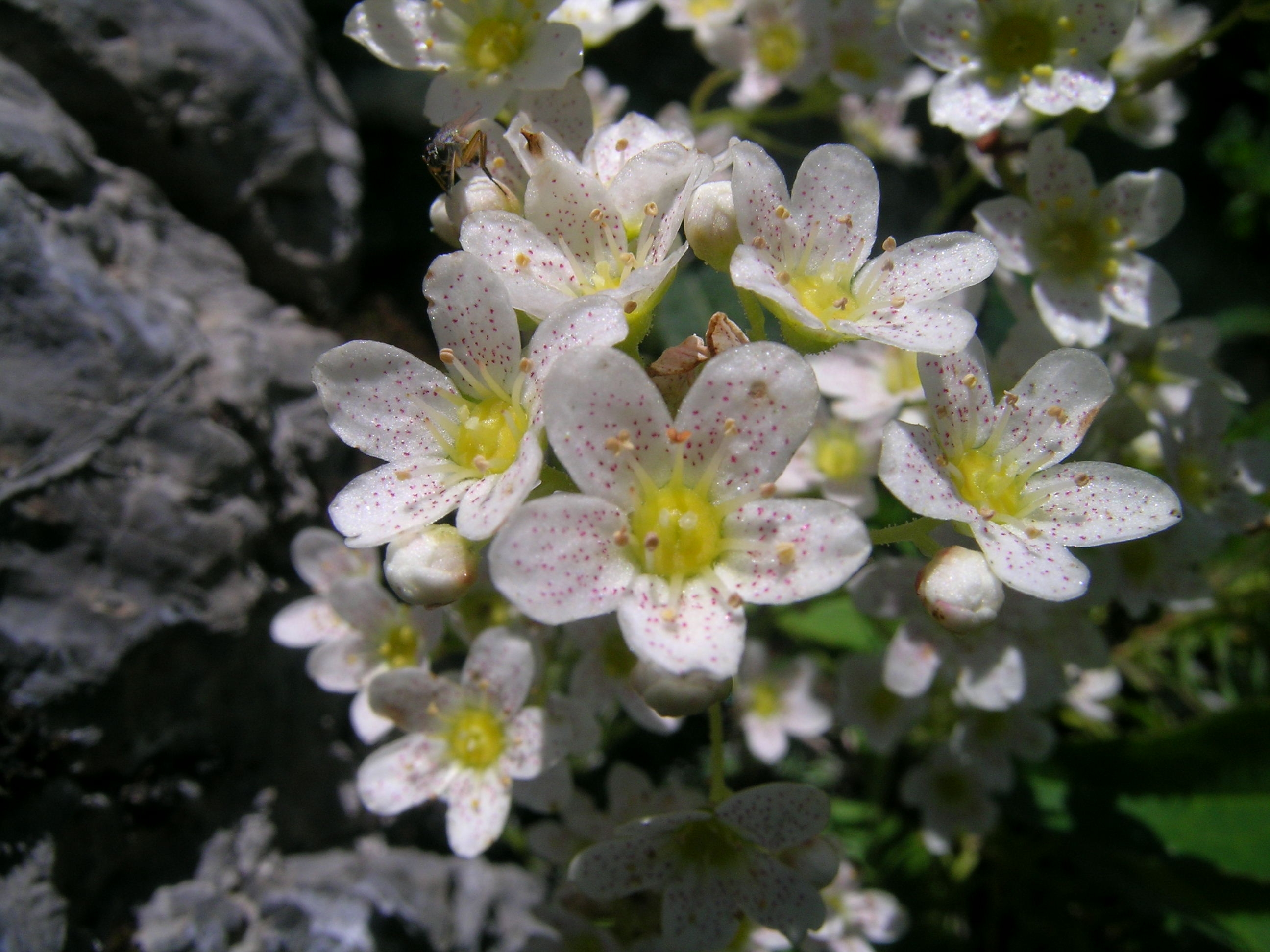
Virága
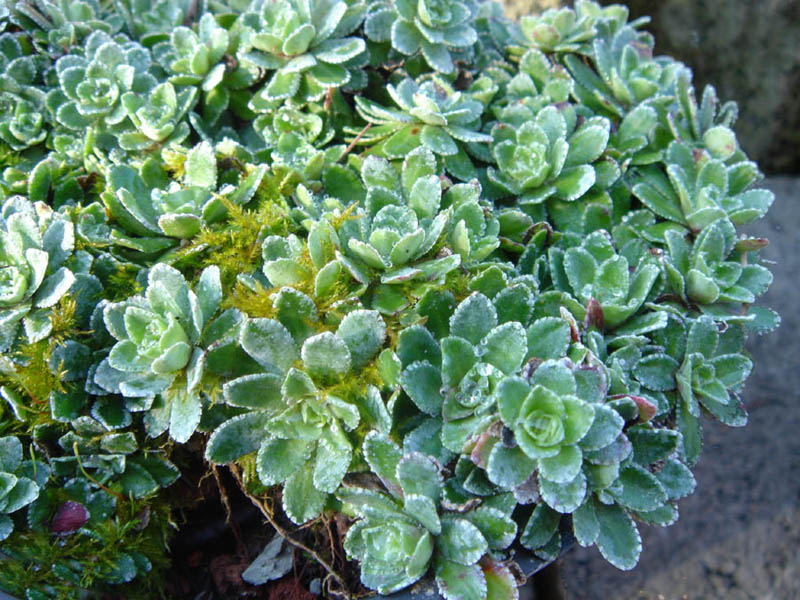
Levelei
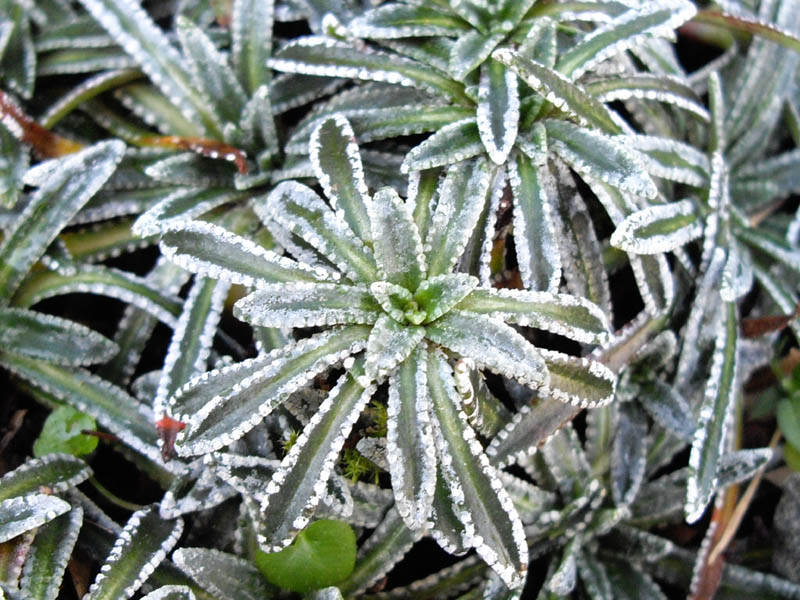
Nemesített Carniolica változata